# 納瓜納瓜

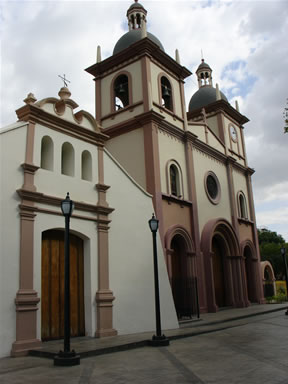

納瓜納瓜是委內瑞拉的城市，由卡拉沃沃州負責管轄，位於該國北部，始建於1782年5月14日，面積275平方公里，海拔高度497米，2008年人口144,308，人口密度為每平方公里524人。

## 外部連結
- Municipal Governtment of Naguanagua site (Spanish)
- Naguanagua Forest